# 屠氏招潮蟹
屠氏招潮（学名：Uca dussumieri）为沙蟹科招潮属的动物。分布于日本、菲律宾、帕劳群岛、印度尼西亚、新几内亚、马来半岛、新加坡、澳大利亚东岸以及中国大陆的广东等地及南海等海域，生活环境为海水，多见穴居于港湾中的沼泽泥滩上、或栖息于海水。

## 亚种
- 指名屠氏招潮（学名：Uca dussumieri dussumieri），H. Milne-Edwards于1852年命名。分布于日本、菲律宾、帕劳群岛、印度尼西亚、新几内亚、澳大利亚东岸以及中国大陆的广东等地，生活环境为海水，主要生活于河口泥滩的洞穴中。[1]
- 刺屠氏招潮（学名：Uca dussumieri spinata），Crane于1975年命名。分布于马来半岛、新加坡，包括南海等海域，常栖息于海水。[2]